# Municipio de Parkers Prairie
El municipio de Parkers Prairie (en inglés: Parkers Prairie Township) es un municipio ubicado en el condado de Otter Tail en el estado estadounidense de Minnesota. En el año 2010 tenía una población de 348 habitantes y una densidad poblacional de 3,83 personas por km².

## Geografía
El municipio de Parkers Prairie se encuentra ubicado en las coordenadas 46°7′13″N 95°22′0″O / 46.12028, -95.36667. Según la Oficina del Censo de los Estados Unidos, el municipio tiene una superficie total de 90.79 km², de la cual 84,26 km² corresponden a tierra firme y (7,19 %) 6,53 km² es agua.

## Demografía
Según el censo de 2010, había 348 personas residiendo en el municipio de Parkers Prairie. La densidad de población era de 3,83 hab./km². De los 348 habitantes, el municipio de Parkers Prairie estaba compuesto por el 99,43 % blancos, el 0,29 % eran de otras razas y el 0,29 % eran de una mezcla de razas. Del total de la población el 0,57 % eran hispanos o latinos de cualquier raza.